# یوشیترو یاماشیتا
یوشیترو یاماشیتا (به انگلیسی: Yoshiteru Yamashita) بازیکن فوتبال اهل ژاپن و عضو تیم ملی فوتبال ژاپن است که در تاریخ ۰۴ ژوئن ۲۰۰۱ میلادی اولین بازی ملی‌اش را انجام داد. او در ۳ بازی ملی حضور داشت و آخرین بازی ملی خود را در تاریخ ۱۶ آوریل ۲۰۰۳ میلادی انجام داد. یوشیترو یاماشیتا در بازی‌های ملی‌اش
گلی به ثمر نرساند.